# スティーヴン・スクリプスキ
スティーヴン・スクリプスキ（Steven Skrzybski，1992年11月18日 - ）は、ドイツ・ベルリン出身のサッカー選手。ポジションはミッドフィールダー。ホルシュタイン・キール所属。

## 経歴
2018年5月29日にシャルケ04に移籍。
契約期間は2021年まで。
2020年1月3日、フォルトゥナ・デュッセルドルフにシーズン終了まで買い取りオプション付きのレンタルで加入することが決定した。
2021年7月5日、ホルシュタイン・キールにフリー移籍で加入し、3年契約を結んだ。